# Rauchverzehrer

Rauchverzehreulen

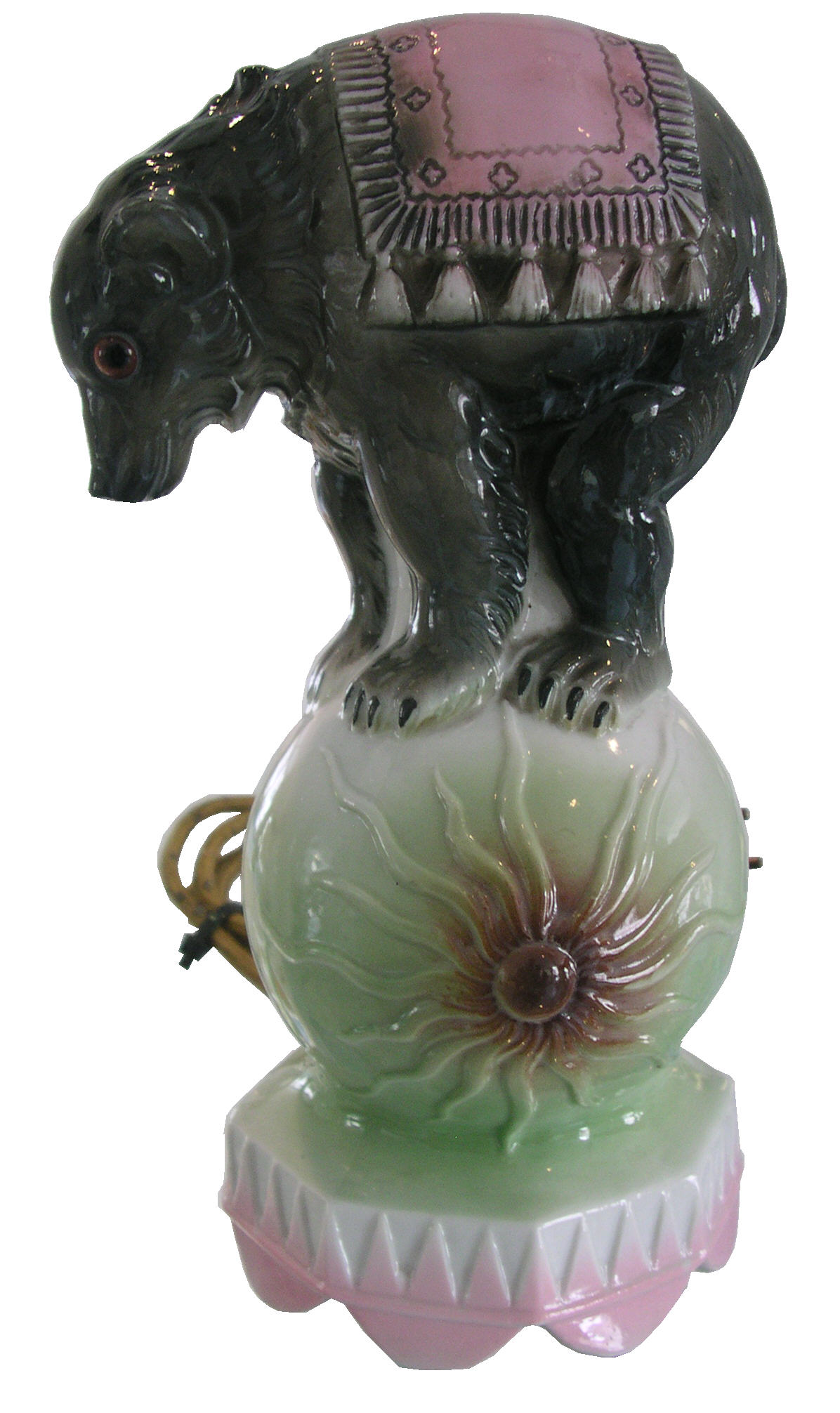
Gerät

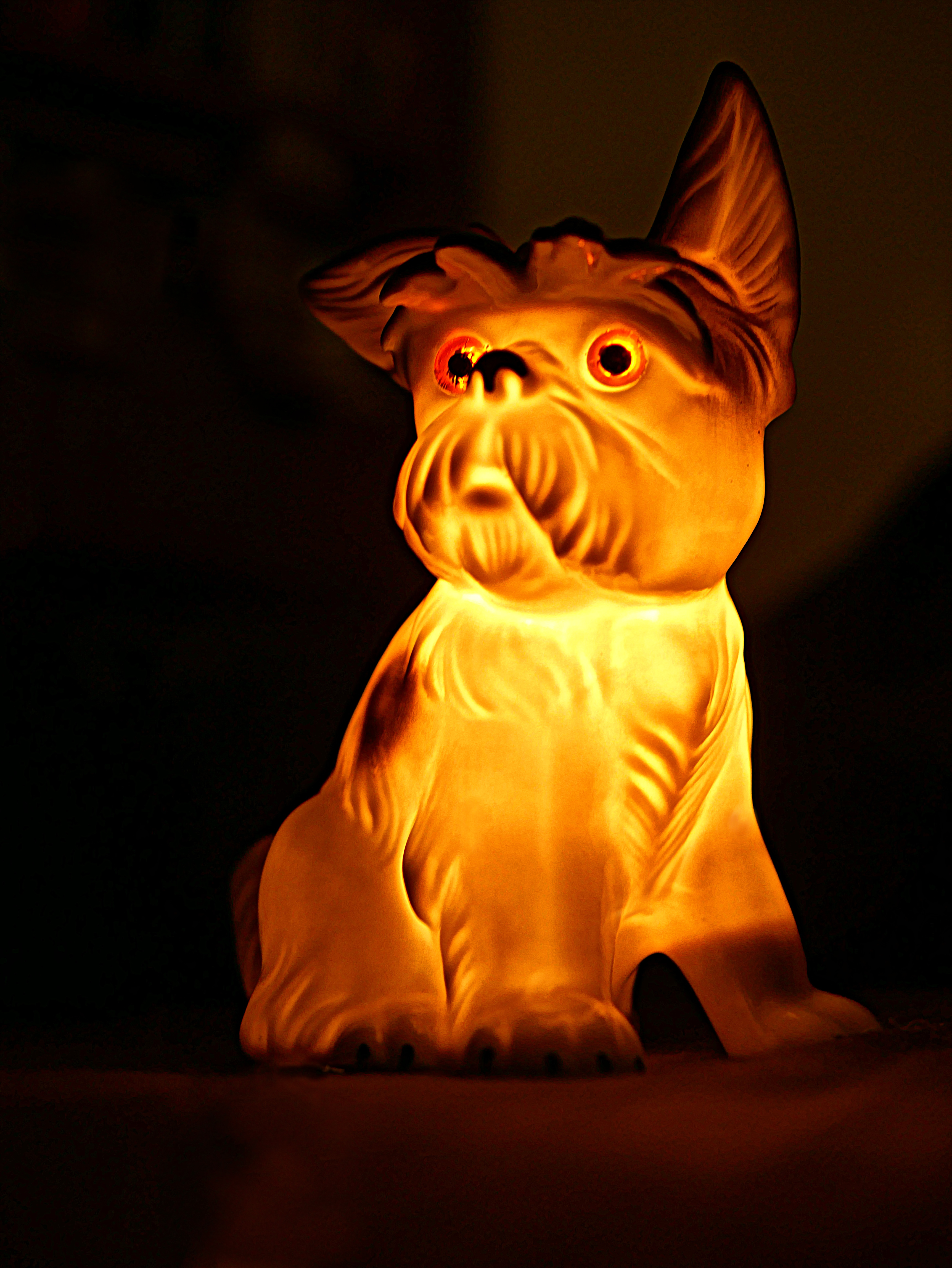
Von innen beleuchteter Rauchverzehrer-Hund

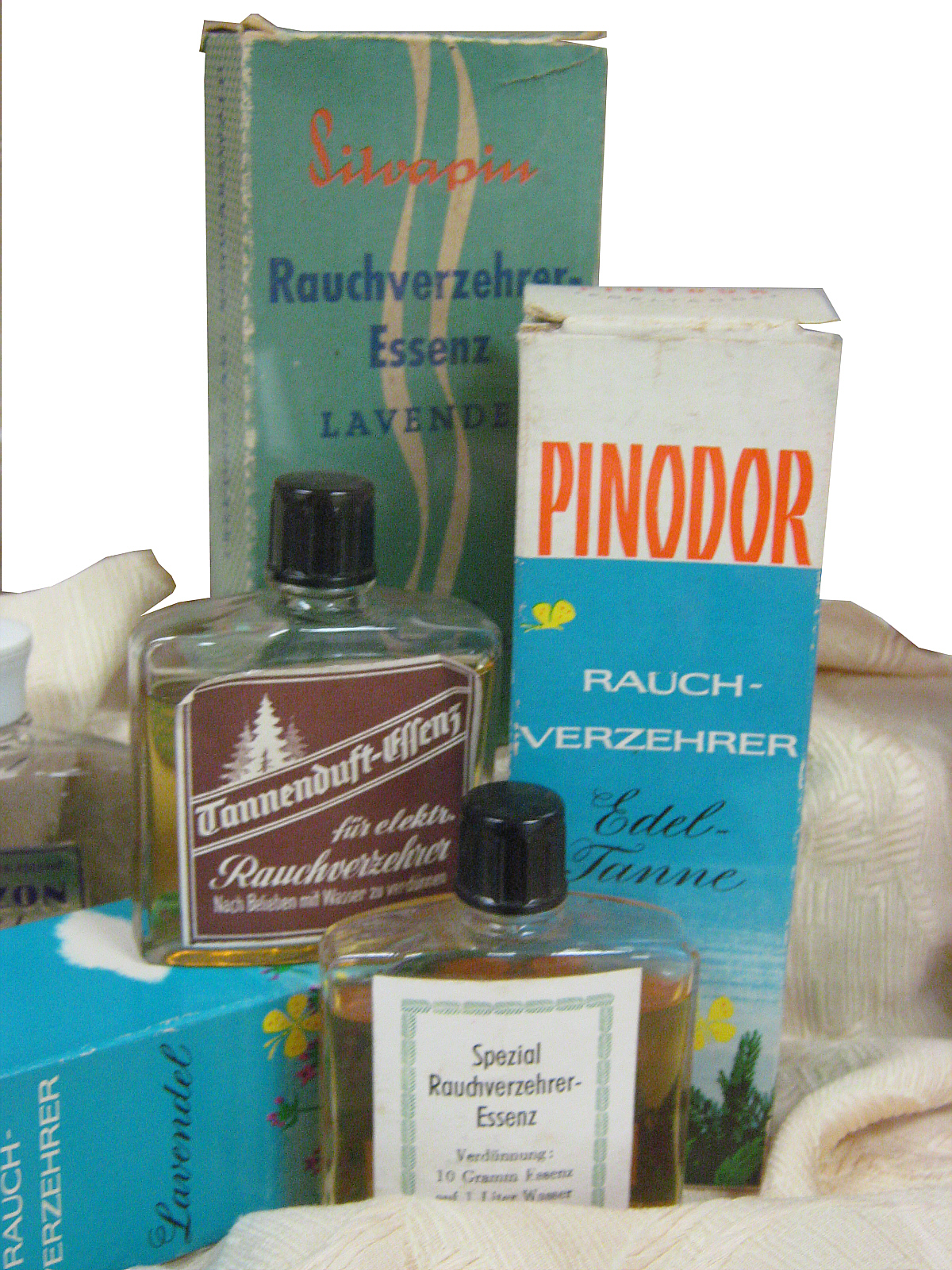
Verbrauchsmaterial

Ein Rauchverzehrer ist ein meistens elektrisch betriebenes Gerät in einer Porzellanverkleidung, das angeblich dazu dient, die Zimmerluft vom Rauch zu reinigen. Tatsächlich handelt es sich „nur“ um eine elektrisch beheizte Duftlampe. Meistens stellt es asiatische Motive oder ein Tier dar.

## Geschichte
Rauchverzehrer waren in der Bundesrepublik Deutschland und in der DDR besonders während der 1950er Jahre bei Zigarrenrauchern populär. In den 1950er und 1960er Jahren wurden die meisten heute noch erhältlichen elektrischen Rauchverzehrer gefertigt, die mittlerweile ein beliebtes Sammlergut sind.

## Wirkungsweise
Mit Hilfe einer elektrischen Heizung (meist einer Glühlampe) wird Duftöl verdampft, das mit seinem Aroma den Rauch überlagert; durch die entstehende Konvektion wird der Rauch zudem besser im Raum verteilt. Ein Rauchverzehrer ist somit, entgegen seinem Namen, nicht in der Lage, Rauch aufzulösen bzw. unschädlich zu machen; die in der Umgebung vorhandene Schadstoffmenge bleibt konstant. Bei Rauchverzehrern mit einer Glühlampe als Heizung wird oft auch das von ihr abgegebene Licht ausgenutzt: Bei Tierfiguren leuchten die Augen, bei gebäudeförmigen Rauchverzehrern fällt das Licht durch die Fenster nach außen und so weiter. Hierdurch wird der Charakter des Rauchverzehrers als Dekorationsgegenstand zusätzlich betont.
Die früher zur Befüllung der Rauchverzehrer benutzten Duftöle (Rauchverzehrer-Essenz) enthielten mitunter Stoffe, die aus heutiger Sicht als gesundheitsschädlich gelten müssen; ein Rezept von 1931 sieht beispielsweise die Verwendung von Formaldehyd vor. Daher empfiehlt es sich nicht, eventuell noch vorhandene Restbestände zu verwenden; man sollte für den Betrieb eines Rauchverzehrers auf die heute für Duftlampen verbreiteten Duftöle zurückgreifen.